# اوورلی (داکوتای شمالی)
اوورلی(به انگلیسی: Overly) شهری در ایالت داکوتای شمالی کشور ایالات متحده آمریکا است که جمعیت آن در سرشماری سال ۲۰۱۰ میلادی، ۱۸ نفر بوده‌است.